# Admonish
Admonish ist eine Metal-Band, die 1994 in Stockholm, Schweden gegründet wurde. Sie gilt als die erste Band in Schweden, die sich musikalisch am Black Metal orientiert, in den Texten und der Ideologie jedoch am Christentum. Bekannt wurde die Band unter anderem durch den Auftritt der Bandmitglieder und Zwillinge Emil und Jonas bei Pimp My Ride International.

## Geschichte
1994 begannen Emanuel Wärja und sein Freund Marcus mit jamen. Kurze Zeit später wurde die Sache ernster genommen, Samuel ersetzte Marcus und übernahm zudem den  Hauptgesang. Mattias und Per Sundström stießen dazu und der Wunsch nach einem Studiobesuch wuchs. Die Pläne zerbrachen jedoch 1997, als Samuel die Band verließ und Per von den Drums zur Gitarre wechselte. Für kurze Zeit spielte Andre die Drums, 1998 übernahm Joakim Simonsson das Keyboard und Martin Norén war der neue Frontmann. Anfang 1999 wurde, mit Robin Svedman Ex-Obsecration, endlich ein fester Drummer gefunden.  Die Freude für die mittlerweile sechsköpfige Band war aber nur von kurzer Dauer. Trotz neuer Studiopläne verließ Joakim die Band, und die Bandproben wurden aufgrund von Verpflichtungen in anderen Bands immer spärlicher. Im Sommer 1999 legte Admonish eine Pause ein, die schlussendlich bis Ende 2002 anhielt.
Mittlerweile war Per weggezogen und spielte bei Crimson Moonlight. Mit Joel kam erneut ein temporärer Gitarrist, er verließ die Band kurz vor ihrem Reunion-Gig 2003. Als Ersatz für diesen Gig sprang Samuel ein. Ebenfalls 2003, noch vor dem Reunion-Gig, übernahm Jonas Karlsson von Taketh den Bass, sein Zwillingsbruder Emil verließ Taketh ebenfalls und startete Ende 2003 an der Gitarre. Im Januar 2005 gelang es Admonish endlich, nach elf Jahren, ins Studio zu gehen. Am 11. April 2005 wurde ihre EP Den Yttersta Tiden im Club 666 in Stockholm getauft. 
Am 25. September 2006 lief in den USA die vierte Folge von Pimp My Ride International, einer Autotuning-Sendung. Die Glücklichen waren Emil und Jonas sowie ihr gemeinsamer Audi 80, den sie von ihrem Onkel geerbt hatten. Durch diese Sendung waren viele Augen auf Admonish gerichtet, was aber nicht nur als positiv aufgefasst wurde.
2007 erschien ihre zweite EP Insnärjd bei dem norwegischen Metal-Label Momentum Scandinavia. Im selben Jahr spielte Admonish beim Elements of Rock, dem größten christlichen Metal-Festival in Europa.

## Diskografie
- 2005: Den Yttersta Tiden (EP, Eigenveröffentlichung)
- 2007: Insnärjd (EP, Momentum Scandinavia)